# NK Slaven Belupo Koprivnica
El NK Slaven Belupo (conocido en competiciones europeas como NK Slaven Koprivnica) es un equipo de fútbol de Croacia. Está situado en la ciudad de Koprivnica, situada en el norte del país, y juega en la Prva HNL.
Por razones de patrocinio el equipo es conocido como NK Slaven Belupo Koprivnica.

## Historia
El equipo surge en 1912, cuando se funda el equipo como HŠK Slaven, comenzando a jugar profesionalmente en 1920, cuando se apunta al campeonato regional. Posteriormente se llamó HŠK Victorija hasta su desaparición momentánea entre 1926 y 1930 por problemas económicos.
El equipo regresa en 1930 como HŠK Koprivnica y tuvo varios nombres hasta 1945, cuando el equipo recupera su primera denominación y pasa a llamarse FD Slaven. En 1958 el equipo logra de forma definitiva la denominación NK Slaven, que es la actual. Con la independencia de Croacia el equipo añadirá patrocinadores a su nombre: en 1992 pasa a llamarse NK Slaven Bilokalnik, y desde 1994 le patrocina la empresa farmacéutica local Belupo.
El equipo asciende a la Prva HNL por primera vez en 1997 y desde entonces se ha mantenido en la categoría. A medida que el club se consolidó en la Primera División los resultados mejoraron, y así en el año 2000 terminan quintos en la clasificación, pudiendo disputar competiciones europeas por primera vez jugando la Intertoto. Su mejor puesto en dicha competición fue llegar a semifinales en 2002 y 2003.
En el año 2007 alcanza su mayor logro al disputar la final de la Copa de Croacia contra el Dinamo Zagreb, y a pesar de perderla por 2-1 la victoria en la Prva HNL de los zagrebíes permitió al NK Slaven la posibilidad de disputar la Copa de la UEFA. También consiguieron su mejor puesto en la competición en la temporada 2007-08, al quedar en cuarta posición al término del campeonato regular.

## Uniforme
- Uniforme titular: Camiseta, pantalón y medias azules.
- Uniforme alternativo: Camiseta, pantalón y medias blancas.

## Estadio
El NK Slaven Belupo juega sus partidos como local en el Gradski stadion de Koprivnica, un campo con capacidad para 3.134 personas. Actualmente es el campo con menor capacidad de la Prva HNL.

## Jugadores

### Jugadores destacados
| - Marijo Dodik - Edin Šaranović - Dragan Stojkić - Petar Bošnjak - Tomislav Butina - Vanja Iveša - Mato Jajalo - Renato Jurčec - Krunoslav Jurčić - Miljenko Kovačić - Ivica Križanac - Miljenko Mumlek | - Igor Musa - Dalibor Poldrugač - Ronald Šiklić - Bojan Vrućina - Jorge Aparicio - Ognjen Vukojević - Srebrenko Posavec - Vladimir Kokol |

## Participación en competiciones de la UEFA
| Temporada | Torneo             | Ronda            | Club                | Casa | Visita | Global  |
| --------- | ------------------ | ---------------- | ------------------- | ---- | ------ | ------- |
| 2000–01   | Copa Intertoto     | 1                | Glenavon            | 3–0  | 1–1    | 4–1     |
| 2000–01   | Copa Intertoto     | 2                | Zagłębie Lubin      | 0–0  | 1–1    | 1–1 (a) |
| 2000–01   | Copa Intertoto     | 3                | Sigma Olomouc       | 1–1  | 0–1    | 1–2     |
| 2001–02   | Copa Intertoto     | 1                | Anorthosis          | 7–0  | 2–0    | 9–0     |
| 2001–02   | Copa Intertoto     | 2                | Bastia              | 1–0  | 1–0    | 2–0     |
| 2001–02   | Copa Intertoto     | R3               | Aston Villa         | 2–1  | 0–2    | 2–3     |
| 2002–03   | Copa Intertoto     | 1                | OD Trenčín          | 5–0  | 1–3    | 6–3     |
| 2002–03   | Copa Intertoto     | 2                | Belenenses          | 2–0  | 1–0    | 3–0     |
| 2002–03   | Copa Intertoto     | 3                | Marek Dupnitsa      | 3–1  | 3–0    | 6–1     |
| 2002–03   | Copa Intertoto     | Semifinal        | VfB Stuttgart       | 0–1  | 1–2    | 1–3     |
| 2004–05   | Copa Intertoto     | 1                | Hibernians          | 3–0  | 1–2    | 4–2     |
| 2004–05   | Copa Intertoto     | 2                | Vllaznia            | 2–0  | 0–1    | 2–1     |
| 2004–05   | Copa Intertoto     | 3                | Spartak Trnava      | 0–0  | 2–2    | 2–2 (a) |
| 2004–05   | Copa Intertoto     | Semifinal        | Lille               | 1–1  | 0–3    | 1–4     |
| 2005–06   | Copa Intertoto     | 1                | Drava Ptuj          | 1–0  | 1–0    | 2–0     |
| 2005–06   | Copa Intertoto     | 2                | Gloria Bistriţa     | 3–2  | 1–0    | 4–2     |
| 2005–06   | Copa Intertoto     | 3                | Deportivo La Coruña | 0–3  | 0–1    | 0–4     |
| 2007–08   | UEFA Cup           | Clasificatoria 1 | Teuta               | 6–2  | 2–2    | 8–4     |
| 2007–08   | UEFA Cup           | Clasificatoria 2 | Galatasaray         | 1–2  | 1–2    | 2–4     |
| 2008–09   | UEFA Cup           | Clasificatoria 1 | Marsaxlokk          | 4–0  | 4–0    | 8–0     |
| 2008–09   | UEFA Cup           | Clasificatoria 2 | Aris Thessaloniki   | 2–0  | 0–1    | 2–1     |
| 2008–09   | UEFA Cup           | 1                | CSKA Moscow         | 1–2  | 0–1    | 1–3     |
| 2009–10   | UEFA Europa League | Clasificatoria 1 | Birkirkara          | 1–0  | 0–0    | 1–0     |
| 2009–10   | UEFA Europa League | Clasificatoria 2 | Milano              | 8–2  | 4–0    | 12–2    |
| 2009–10   | UEFA Europa League | Clasificatoria 3 | Tromsø              | 0–2  | 1–2    | 1–4     |
| 2012–13   | UEFA Europa League | Clasificatoria 2 | Portadown           | 6–0  | 4–2    | 10–2    |
| 2012–13   | UEFA Europa League | Clasificatoria 3 | Athletic Club       | 2–1  | 1–3    | 3–4     |

### Récord europeo
| Torneo                   | J  | G  | E | P  | GF | GC | Última aparición |
| ------------------------ | -- | -- | - | -- | -- | -- | ---------------- |
| UEFA Cup / Europa League | 20 | 10 | 2 | 8  | 48 | 24 | 2012–13          |
| Copa Intertoto           | 34 | 17 | 7 | 10 | 50 | 29 | 2005             |
| Total                    | 54 | 27 | 9 | 18 | 98 | 53 |                  |

### Por Resultado
| General | J  | G  | E | P  | GF | GC | GD  |
| ------- | -- | -- | - | -- | -- | -- | --- |
| Casa    | 27 | 18 | 4 | 5  | 65 | 21 | +44 |
| Visita  | 27 | 9  | 5 | 13 | 33 | 32 | +1  |
| Total   | 54 | 27 | 9 | 18 | 98 | 53 | +45 |